# Abel Biel
Abel Biel z Błeszna herbu Ostoja (zm. po 1414) – burgrabia wieluński (1377), starosta inowrocławski (1382–1383), starosta krzepicki (1390), podkomorzy wieluński (1414), właściciel rozległych dóbr ziemskich w okolicach Częstochowy. 
Pochodził z Błeszna, gdzie wybudował zamek, którego głównym elementem fortyfikacyjnym była kamienna wieża mieszkalna. Oprócz Błeszna posiadał liczne dobra ziemskie. w roku 1373 kupił od Bieńka ze Skowronowa i jego syna Marcina wieś Kakawę. Potwierdził tę transakcję książę Władysław Opolczyk w dniu 23 III tego roku. Następnie, po roku 1386 pozyskał Białą Małą od rycerza Rydzka a w 1405 roku Białą Wielką od Hryćka Kierdejowica. Pozostawił synom ogromny majątek składający się z następujących wsi: Błeszno, Kakawa (dziś Kokawa), Wrzosowa, Biała Mała i Wielka, Wilkowiecko, Kamyk, Libidza, Mierzanów (osada młyńska, wieś dziś nieistniejąca), Stare Borowno (dziś Kuźnica Kiedrzyńska).
Abel Biel z Błeszna był stronnikiem księcia Władysława Opolczyka, który reprezentował w Polsce Ludwika Węgierskiego. Dzięki przychylności księcia sprawował ważne funkcje i urzędy. Przed 1377 rokiem objął urząd burgrabiego wieluńskiego. W roku 1382 został odnotowany jako świadek na dokumencie lokacyjnym w Wyszogrodzie. Był wówczas starostą inowrocławskim. Biel objął ten urząd po przejęciu Kujaw inowrocławskich przez księcia Władysława Opolczyka. W roku 1383 rozstrzygał spór między komturem nieszawskim Rüdgerem von Ostischau a Waszkiem z Markowa, chorążym bydgoskim i rycerzami - nieznanym z imienia podłowczym z Branna i Tomaszem z Branna. W latach 90. XIV wieku występował jako starosta krzepicki. Po wstąpieniu na tron Władysława Jagiełły i klęsce księcia opolskiego w wojnie z królem zmienił swą orientację polityczną odwracając się od linii Opolczyka na rzecz polityki Jagiełły. Zobowiązany był służyć królowi w wyprawach wojennych z włócznią i dwoma łucznikami. Pozyskawszy łaskę królewską otrzymał nominację na podkomorstwo wieluńskie. Został odnotowany z tym urzędem w roku 1414 przed sądem ziemskim piotrkowskim jako świadek o naganę szlachecką, reprezentując ród Ostojów. 
Abel Biel miał trzech synów, Mikołaja, Zygmunta i Henryka. Jego bratem był Henryk Biel z Błeszna, kanonik gnieźnieński. Był rodowcem Ścibora ze Ściborzyc herbu Ostoja. 
Znana jest legenda o zamku w Błesznie, wzniesionym przez Abla Biela, mówiąca o bogatym i dumnym rycerzu, który zamieszkiwał ów zamek i często walczył w wojskach królewskich. Rycerz był bardzo pobożny, często modlił się w zamkowej kaplicy. Pewnego razu doszło do konfliktu rycerza z królem i na zbuntowanego poddanego ruszyły wojska królewskie. Zostały jednak one pokonane przez rycerza. Wtedy przemówiła jego pycha. Oświadczył, że jest równy Bogu. W tym momencie rozwarła się ziemia, pochłonęła zamek i jego mieszkańców, a wszystko przykryła woda. Podobno nad bagniskiem, ciemnymi nocami, tliły się płomyki – dusze rycerza bluźniercy i jego sług.